# Santa Marta del Cerro
Santa Marta del Cerro er en by og kommune i det centrale Spanien i provinsen Segovia. Den har et indbyggertal på 49 (2024) indbyggere.